# ジェイコブ・アストリー (第16代ヘースティングズ男爵)

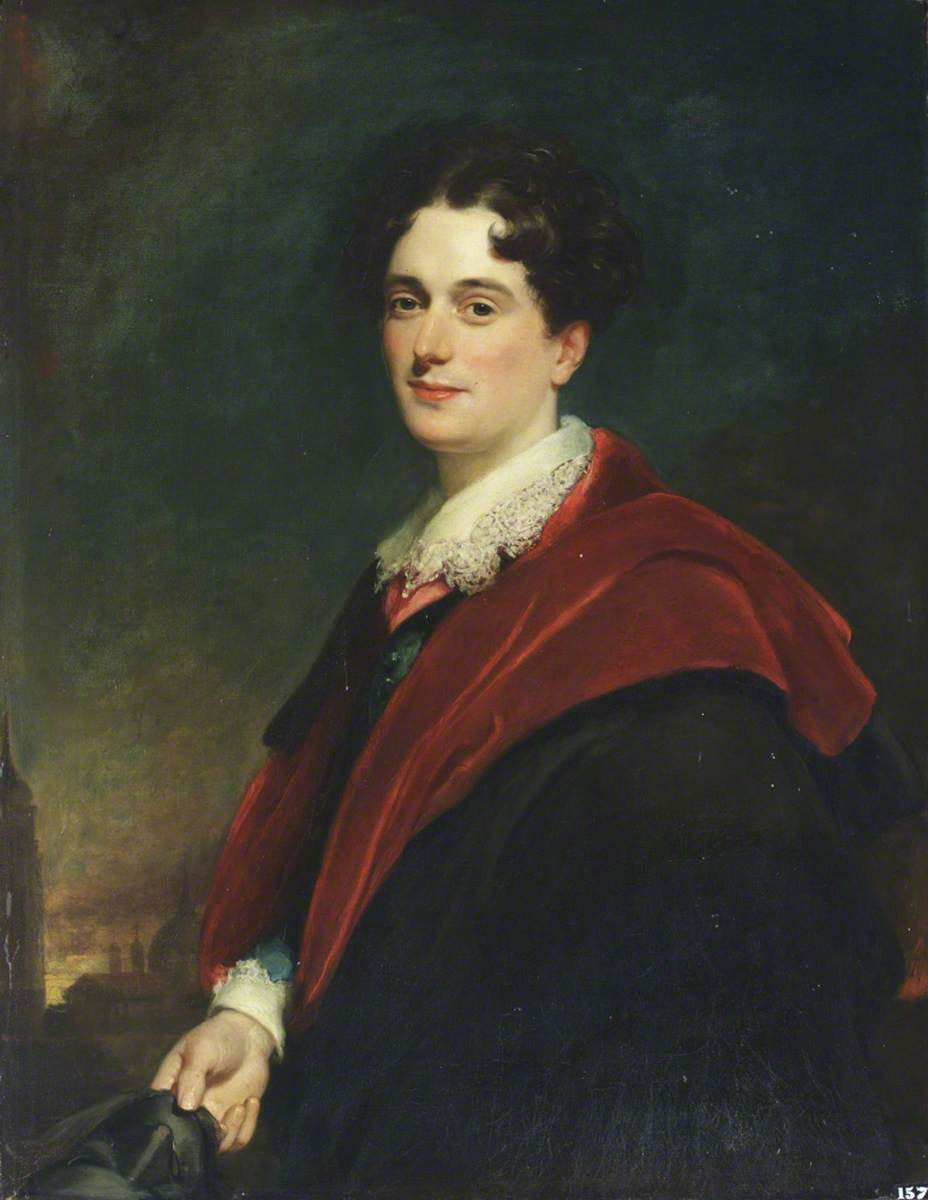
ヘンリー・ウィリアム・ピッカースギルによる肖像画、1826年。

第16代ヘースティングズ男爵ジェイコブ・アストリー（Jacob Astley, 16th Baron Hastings FSA、1797年11月13日 – 1859年12月27日）は、イギリスの政治家、貴族。1840年にヘースティングズ男爵位への継承権が証明され、翌年に男爵位の400年以上にわたる休止・停止状態が解消され、アストリーは男爵として議会召集令状を受けた。1830年代にホイッグ党所属の庶民院議員を務めたが、貴族院に移籍した後、特に1846年以降は保守党に同調して投票する事が多かった。

## 生涯
第5代準男爵サー・ジェイコブ・アストリーと妻ヘスター（Hester、1767年11月27日 – 1855年1月13日、サミュエル・ブラウンの娘）の長男として、1797年11月13日にノーフォーク州バーグ・ホール（Burgh Hall）で生まれ、同日にで洗礼を受けた。1817年2月18日にオックスフォード大学モードリン・カレッジに入学、1820年6月14日にD.C.L.の学位を修得した。

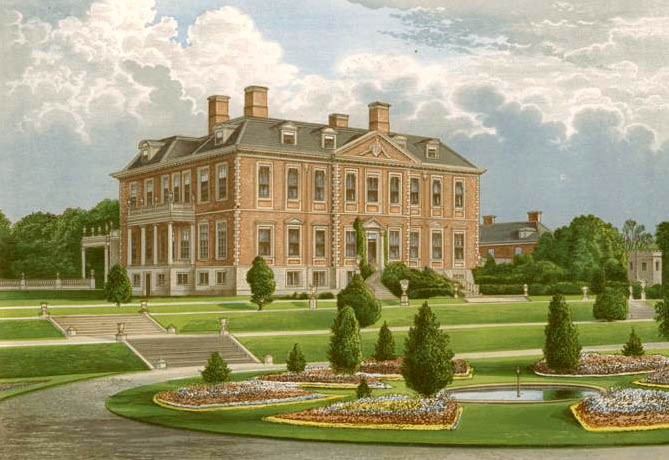
1880年ごろのメルトン・コンスタブル・ホール。

1817年4月28日に父が死去すると、その遺産と準男爵位を継承した。1821年から1822年までノーフォーク州長官を務めた。
1832年イギリス総選挙でホイッグ党候補としてウェスト・ノーフォーク選挙区から出馬、無投票で庶民院議員に当選したのち、1835年イギリス総選挙で2,134票（得票数2位）を得て再選したが、1837年イギリス総選挙では2,713票（得票数4位）で落選した。
1840年、貴族院でヘースティングズ男爵（1290年創設）への継承権があることを証明された後、1841年5月18日に議会招集令状によりヘースティングズ男爵位の停止状態が解消され、ヘースティングズ男爵として貴族院議員に就任した。ヘースティングズ男爵位は1389年の第3代ペンブルック伯爵ジョン・ヘースティングズの死去により休止状態になり、停止状態になったため、さらに実に400年以上を経過してからの解除となった。アストリーは3代ペンブルック伯爵の曽祖父の異母弟の18世（17代後）の末裔であり、そのうち9世と15世は女子だった。
貴族院では1846年以降保守党に同調して投票することが多く、1846年に穀物法廃止への反対票を、1850年に外務大臣パーマストン子爵の外交政策への譴責動議に賛成票を投じた。
1848年2月24日、ロンドン考古協会フェローに選出された。
1859年12月27日にロンドンで病死、長男ジェイコブ・ヘンリー・デラヴァルが爵位を継承した。

## 家族

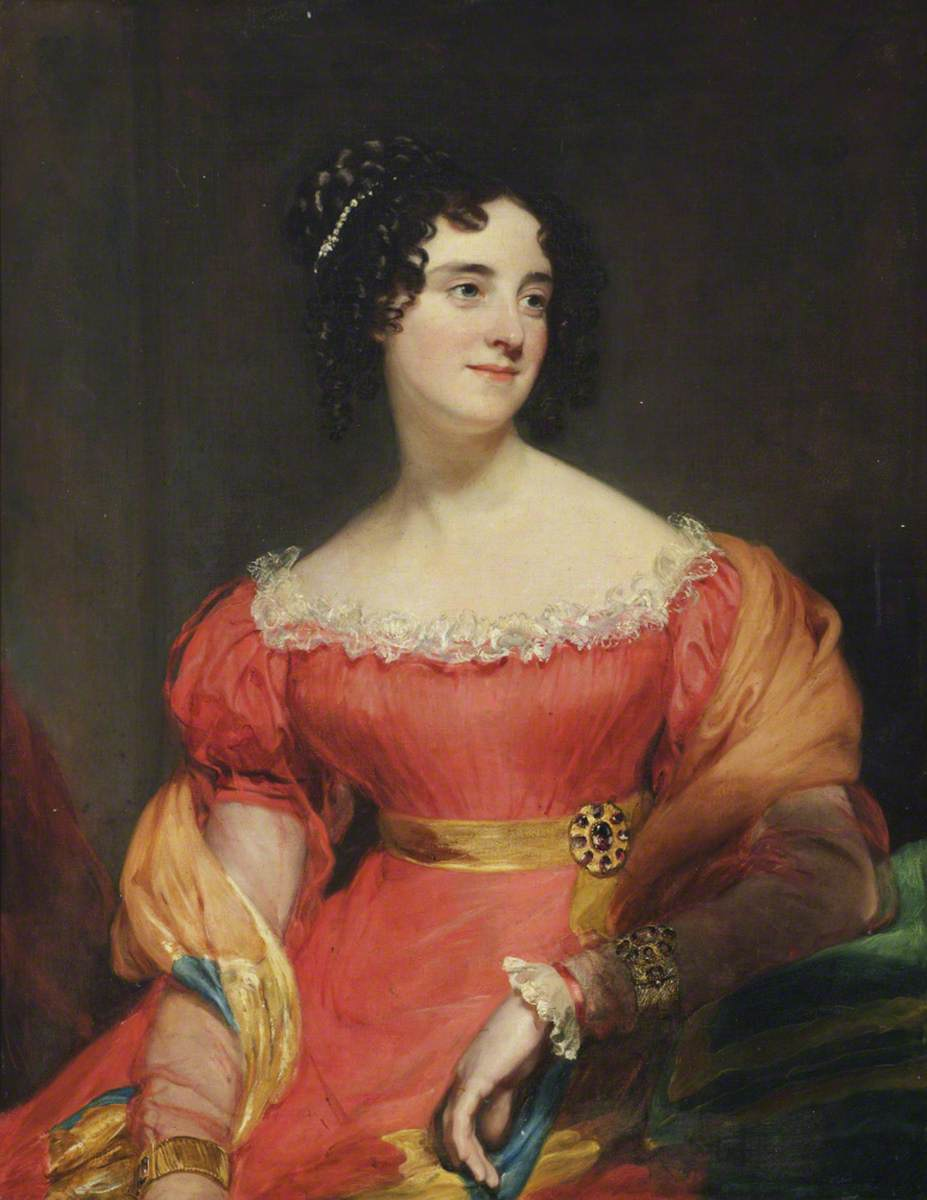
ジョージアナ・キャロライン・ダッシュウッドの肖像画。ヘンリー・ウィリアム・ピッカースギル画、1826年。

1819年3月22日、ジョージアナ・キャロライン・ダッシュウッド（1796年3月16日 – 1835年6月28日、第3代準男爵サー・ヘンリー・ダッシュウッドの娘）と結婚、2男をもうけた。
- ジェイコブ・ヘンリー・デラヴァル（1822年5月21日 – 1871年3月8日） - 第17代ヘースティングズ男爵[2]
- デラヴァル・ロフタス（1825年3月24日 – 1872年9月28日） - 第18代ヘースティングズ男爵[2]